# Jan Josef Wirch
Jan Josef Wirch (15. října 1732 Košetice – 1802 Teplice) byl český architekt a stavitel období pozdního baroka a rokoka. Vedle Anselma Luraga se řadí k nejvýznamnějším představitelům české rokokové architektury. Ve své tvorbě navazoval jak na domácí tradice českého vrcholného baroka a na díla Dientzenhoferů, tak i na vídeňskou architekturu, zejména práce J. B. Fischera z Erlachu. U jeho staveb se jako výrazný architektonický princip uplatňovalo zdůraznění střední osy v různě odstupňovaných hmotách. Jeho častým spolupracovníkem byl sochař Ignác František Platzer.

## Významné stavby
- Palác Pachtů z Rájova v Praze, Celetná 587/36 (asi 1755)
- Novoměstská jezuitská kolej v Praze, západní část (dnes součást Všeobecné fakultní nemocnice, kolem 1760)
- Týnec u Klatov, interiéry západního křídla tzv. nového zámku (kolem 1760)[4]
- Arcibiskupský palác v Praze (asi 1761–1770)[5]
- pravděpodobně i zámeček Bon Repos (1762–1768)
- Bretfeldovský palác v Praze, Nerudova 33 (asi 1765)
- Novoměstský ústav šlechtičen u sv. Andělů v Praze, nyní hlavní budova Všeobecné fakultní nemocnice (1765–1769)
- Kostel svatého Gotharda v Českém Brodu (1765–1776)[6]
- Zámeček Černice (1765–1766)[7]
- radnice v Čáslavi (1766)[8]
- Bečváry, tzv. starý zámek (1766–1774)
- Palác Pachtů z Rájova v Praze na Anenském náměstí (kolem 1770)
- přestavba zámku ve Vilémově (asi 1770)
- zámek Hrádek, barokní schodiště (kolem 1770)[9]
- Konárovice (zámek) 1775